# 赤羽正春
赤羽 正春（あかば まさはる、1952年 - ）は、日本の民俗学者、考古学者。
長野県生まれ。明治大学卒業、明治学院大学大学院修士課程修了。新潟県教育公務員。
文化行政課在勤中に奥三面遺跡の調査に携わる。2006年、「鮭鱒の生態に関する環境民俗学的研究」で新潟大学博士（文学）。
新潟県村上市在住。

## 著書
- 『越後荒川をめぐる民俗誌 鮭・水神・丸木舟』編　アペックス事業部博進舎　1991
- 『日本海漁業と漁船の系譜』慶友社　1998
- 『ブナ林の民俗』編　高志書院　1999
- 『採集 ブナ林の恵み　ものと人間の文化史』法政大学出版局　2001
- 『鮭・鱒 ものと人間の文化史』法政大学出版局　2006
- 『熊 ものと人間の文化史』法政大学出版局　2008
- 『樹海の民 舟・熊・鮭と生存のミニマム』法政大学出版局　2011
- 『白鳥 ものと人間の文化史』法政大学出版局、2012。ISBN 978-4588216114
- 『鱈 ものと人間の文化史』法政大学出版局、2015。
- 『神々と精霊の国　西シベリアの民俗と芸能』編　国書刊行会、2015。
- 『熊神伝説』国書刊行会、2020。